# Casaccia (Bregaglia)
Casaccia (toponimo italiano e romancio) è una frazione di 68 abitanti del comune svizzero di Bregaglia, nella regione Maloja (Canton Grigioni).

## Geografia fisica
Casaccia è situato ai piedi di due importanti passi alpini, il Maloja e il Settimo.

## Storia
Il villaggio di Casaccia appare sulla Gazzetta Universale n° 27 del 2 aprile 1799 in quanto teatro di una battaglia avvenuta nel mese di marzo del 1799 tra le truppe della Prima Repubblica francese, guidate dal generale Andrea Massena, e quelle della Monarchia asburgica; in quel frangente Casaccia venne sottoposta a saccheggio.
Già comune autonomo istituito nel 1745, nel 1971 è stato unito a Vicosoprano, il quale a sua volta il 1º gennaio 2010 è stato accorpato agli altri comuni soppressi di Bondo, Castasegna, Soglio e Stampa per formare il nuovo comune di Bregaglia.

## Monumenti e luoghi d'interesse

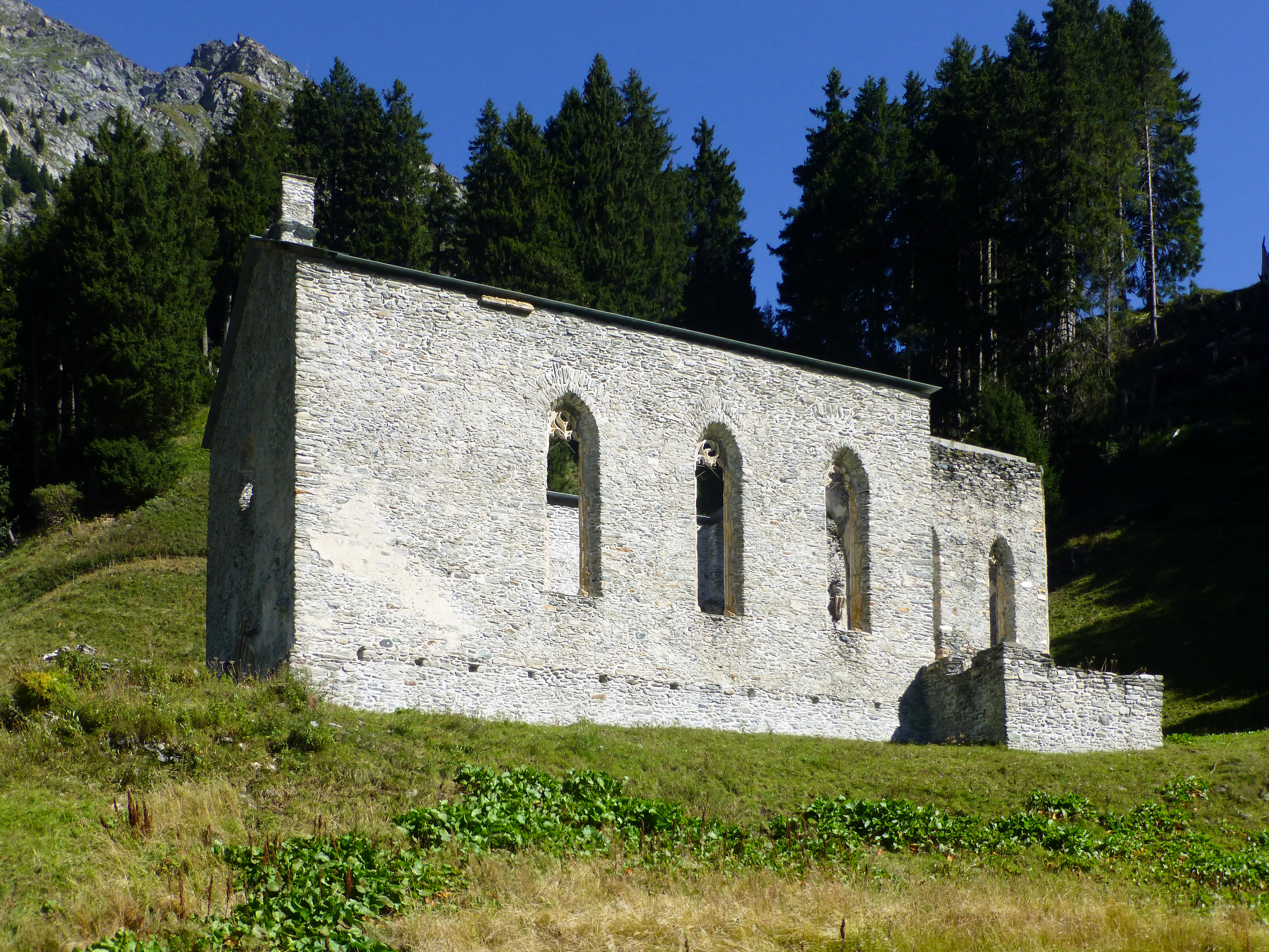
Le rovine della chiesa di San Gaudenzio

- Chiesa riformata, eretta nel 1742[1];
- Rovine della chiesa di San Gaudenzio, meta di pellegrinaggi situata a ridosso dell'attuale strada principale 3 appena sopra l'abitato; documentata dal 840 assieme a un ospizio medievale per i pellegrini come dipendenza dell'abbazia di Pfäfers, venne distrutta nel 1551[1];
- Targa che ricorda il passaggio del missionario e abate irlandese Colombano dal passo del Settimo nel 612[3].

## Società

### Evoluzione demografica
L'evoluzione demografica è riportata nella seguente tabella:
Abitanti censiti

### Lingue e dialetti
La lingua prevalente è l'italiano; il dialetto locale è il bregagliotto, un dialetto lombardo alpino qui molto influenzato lessicalmente dal romancio, e si parla fluentemente anche il tedesco.
| %     | Ripartizione linguistica (gruppi principali) |
| ----- | -------------------------------------------- |
| 89,8% | madrelingua italiana                         |
| 2,7%  | madrelingua portoghese                       |
| 7,5%  | madrelingua romancia                         |